# Maze War
Maze War (укр. Війна в лабіринті, також відома як The Maze Game, Maze Wars, Mazewar або просто Maze) — відеогра 1973 року, яку створив для Imlac PDS-1 Стів Коллі в Дослідницькому центрі Еймса NASA. Поряд з Empire і Spasim стала однією з прабатьків сучасних шутерів від першої особи, а також першою грою з режимом deathmatch.

## Ігровий процес
У Maze War гравці переміщаються лабіринтом; доступна можливість переміщення вперед, назад, повертатися направо і наліво (кожен раз на 90°), а також зазирати в двері. У грі використовується проста тайлова графіка — таким чином, гравець переміщається по невидимих квадратах. Інші учасники гри подані на екрані у вигляді очних яблук. За появи суперника на екрані гравець може стріляти в нього. За кожне вбивство нараховуються очки, а за кожну смерть — знімаються. В деяких версіях Maze War (наприклад, портована версія для X11) впроваджено чит-коди, які дозволяли бачити місце розташування інших гравців.

## Популярність
Maze War також вплинула на ігри від першої особи в інших жанрах, зокрема, на комп'ютерні рольові ігри. Вперше вигляд від першої особи запозичено в рольовій відеогрі Moria, випущеній для PLATO 1975 року. Потім його використано в серії відеоігор Ultima і Wizardry, а потім (у растровому вигляді) — в Dungeon Master, Phantasy Star, Eye of the Beholder і багатьох інших.